# Rubelles
Rubelles település Franciaországban, Seine-et-Marne megyében. Lakosainak száma 3450 fő (2022. január 1.). Rubelles Montereau-sur-le-Jard, Maincy, Melun, Saint-Germain-Laxis és Voisenon községekkel határos.

## Népesség
A település népessége az elmúlt években az alábbi módon változott:
| Lakosok száma | 2012 | 2121 | 2177 | 2355 | 2554 | 2831 | 3095 | 3273 | 3450 |
|               | 2013 | 2015 | 2016 | 2017 | 2018 | 2019 | 2020 | 2021 | 2022 |